# كولين كانون
كولين كانون (بالإنجليزية: Colleen Cannon)‏ هي تريثلت أمريكية، ولدت في 1961 في هنتسفيل في الولايات المتحدة.

## وصلات خارجية
- كولين كانون على موقع اتحاد الترياتلون الدولي (الإنجليزية)
- كولين كانون على موقع IAT Triathlon Database (الإنجليزية)